# 川北钩距黄堇
川北钩距黄堇（学名：Corydalis pseudohamata）为罂粟科紫堇属下的一个种。

## 扩展阅读
- 維基物種上的相關：川北钩距黄堇